# خطوط عبر العالم الجوية الرحلة 903
رحلة رقم 903 التابعة لخطوط عبر العالم الجوية (TWA) كانت رحلة اعتيادية منتظمة تقلع من بومباي، الهند متجهة إلى مطار آيدل وايلد في نيويورك عبر مطار الملك فاروق في القاهرة ومطار روما شيامبينو في روما.
أقلعت الطائرة (أطلق عليها اسم نجمة ماريلاند) وهي من طراز لوكهيد إل-749 كونستليشن ، ليلة 31 أغسطس 1950. غادرت القاهرة في الساعة 23:35 متجهة إلى روما وعلى متنها 55 شخصًا (48 راكبًا وسبعة من أفراد الطاقم) وكان الطقس في حالة جيدة.
وبعد اقلاع الطائرة ووصولها لارتفاع 10,000 قدم (3,000 متر)، لاحظ الطاقم أن المحرك رقم 3
بدأ بالاشتعال وبدا أنه من الضروري العودة وبسرعة للقاهرة. وعند طريق العودة للقاهرة انفصل المحرك من بدن الطائرة، مما أجبر الطيار لمحاولة الهبوط بالصحراء على مسافة 65 ميلا شمال غربي المدينة. اصطدمت الطائرة برمال الصحراء بالقرب من وادي النطرون واشتعلت بها النيران. وقد مات جميع من كان بها وعددهم 55 راكبا مع الطاقم.
وجد المحققون الحطام متناثرًا على مسافة تزيد عن 500 ياردة (460 م) حيث عُثر على حطام الطائرة محترقًا تمامًا تقريبًا. كانت الجثث متفحمة بشكل سيئ ، مما تسبب في تأخير تحديد هوية الضحايا. أفاد مراسل يونايتد برس انترناشونال أن الطائرة اصطدمت بسكة حديد ضيقة عند اصطدامها بالأرض وأتلفت مسافة كبيرة من السكة.
من بين القتلى كانت نجمة السينما المصرية كاميليا. والمهندس المعماري البولندي ماسيج نوفيكي ، الذي كان يعمل على تصميم مدينة شانديغار الجديدة ؛ وعالم الرياضيات الهندي س. س. بيلاي ، الذي كان في طريقه للمشاركة في المؤتمر الدولي لعلماء الرياضيات بجامعة هارفارد.
وبعد تحقيقات مكثفة، وجد أن احتمال وقوع الحادث كان بسبب فشل القضيب الخلفي الرئيسي للمحرك الثالث. مما أدى إلى ارتفاع حرارة المحرك واشتعال النيران به وانفصاله عن جسم الطائرة.

## وصلات خارجية
- Aviation Safety Network